# Aeroportul Los Cabos
Aeroportul Los Cabos (în spaniolă Aeropuerto Internacional de Los Cabos) (IATA: SJD, ICAO: MMSD) este un aeroport din San José del Cabo⁠(d), Los Cabos⁠(d), Baja California Sur, Mexic ce deservește zona Cabo San Lucas⁠(d). Aeroportul a fost tranzitat în 2023 de 7.459.841 de pasageri.
Situat la o altitudine de 114 m, aeroportul dispune de 1 pistă. Este operat de Grupo Aeroportuario del Pacífico⁠(d).

## Infrastructură

### Piste
Aeroportul dispune de o singură pistă. Pista are orientarea 16/34.